# Joachim van Pruisen

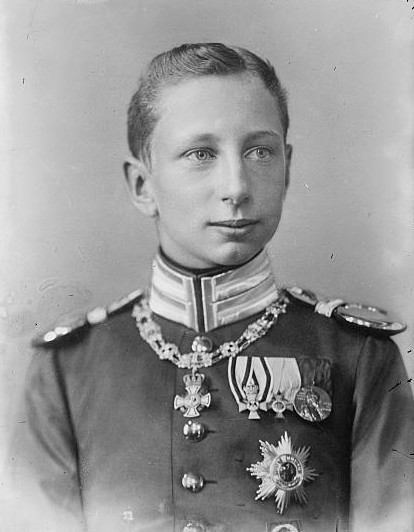
Prins Joachim van Pruisen, met verschillende onderscheidingen, waaronder de Hohenzollernkette (1911)

Joachim Frans Humbert (Berlijn, 17 december 1890 — Potsdam, 18 juli 1920), Prins van Pruisen, was de jongste zoon van keizer Wilhelm II van Duitsland en diens eerste echtgenote keizerin Augusta Victoria. Hij was de favoriete zoon van de keizerin.
Prins Joachim zat in het leger en kreeg uiteindelijk de rang van ritmeester bij de cavalerie.
Hij trouwde op 11 maart 1916 met prinses Marie Auguste van Anhalt, dochter van hertog Eduard van Anhalt. Ze kregen één zoon: Karel Frans Jozef Willem Frederik Eduard (1916-1975), die later zou trouwen met Henriette van Schönaich-Carolath, de dochter van keizer Wilhelms tweede echtgenote Hermine von Schönaich-Carolath. 
Hij pleegde op 18 juli 1920 op 29-jarige leeftijd zelfmoord, nadat hij enige tijd aan een ernstige depressie had geleden. Joachim werd bijgezet in de Antieke tempel op het landgoed van Slot Sanssouci.
Er werd gezegd dat hij zijn lot na zijn vaders troonsafstand en zijn mislukte huwelijk niet kon accepteren. Joachims dood greep zijn ouders erg aan. Keizerin Augusta is de dood van haar lievelingszoon nooit te boven gekomen; haar gezondheid ging erg achteruit en ze stierf op 11 april 1921. 
Joachim van Pruisen is een antagonist in de Disney film Jungle Cruise uit 2021. Hierin wordt hij gespeeld door Jesse Plemons.

## Kwartierstaat
| Wilhelm I van Duitsland (1797-1888) | Wilhelm I van Duitsland (1797-1888) | Wilhelm I van Duitsland (1797-1888) | Wilhelm I van Duitsland (1797-1888) | Wilhelm I van Duitsland (1797-1888)  | Wilhelm I van Duitsland (1797-1888)  | Augusta van Saksen-Weimar-Eisenach (1811-1890) | Augusta van Saksen-Weimar-Eisenach (1811-1890) | Augusta van Saksen-Weimar-Eisenach (1811-1890) | Augusta van Saksen-Weimar-Eisenach (1811-1890) | Augusta van Saksen-Weimar-Eisenach (1811-1890) | Augusta van Saksen-Weimar-Eisenach (1811-1890) |                                        |                                        | Albert van Saksen-Coburg en Gotha (1819-1861) | Albert van Saksen-Coburg en Gotha (1819-1861) | Albert van Saksen-Coburg en Gotha (1819-1861)   | Albert van Saksen-Coburg en Gotha (1819-1861)   | Albert van Saksen-Coburg en Gotha (1819-1861)   | Albert van Saksen-Coburg en Gotha (1819-1861)   | Victoria van het Verenigd Koninkrijk (1819-1901) | Victoria van het Verenigd Koninkrijk (1819-1901) | Victoria van het Verenigd Koninkrijk (1819-1901) | Victoria van het Verenigd Koninkrijk (1819-1901) | Victoria van het Verenigd Koninkrijk (1819-1901) | Victoria van het Verenigd Koninkrijk (1819-1901) |                                        |                                        | Christiaan van Sleeswijk-Holstein-Sonderburg-Augustenburg (1798-1869) | Christiaan van Sleeswijk-Holstein-Sonderburg-Augustenburg (1798-1869) | Christiaan van Sleeswijk-Holstein-Sonderburg-Augustenburg (1798-1869) | Christiaan van Sleeswijk-Holstein-Sonderburg-Augustenburg (1798-1869) | Christiaan van Sleeswijk-Holstein-Sonderburg-Augustenburg (1798-1869) | Christiaan van Sleeswijk-Holstein-Sonderburg-Augustenburg (1798-1869) | Lovisa-Sophie Daneskjold-Samsöe (1796–1867)                         | Lovisa-Sophie Daneskjold-Samsöe (1796–1867)                         | Lovisa-Sophie Daneskjold-Samsöe (1796–1867)                         | Lovisa-Sophie Daneskjold-Samsöe (1796–1867)                         | Lovisa-Sophie Daneskjold-Samsöe (1796–1867)                                 | Lovisa-Sophie Daneskjold-Samsöe (1796–1867)                                 |                                                                             |                                                                             | Ernst Christiaan van Hohenlohe-Langenburg (1794-1860)                       | Ernst Christiaan van Hohenlohe-Langenburg (1794-1860)                       | Ernst Christiaan van Hohenlohe-Langenburg (1794-1860) | Ernst Christiaan van Hohenlohe-Langenburg (1794-1860) | Ernst Christiaan van Hohenlohe-Langenburg (1794-1860) | Ernst Christiaan van Hohenlohe-Langenburg (1794-1860) | Feodora van Leiningen (1807-1872)             | Feodora van Leiningen (1807-1872)             | Feodora van Leiningen (1807-1872)       | Feodora van Leiningen (1807-1872)       | Feodora van Leiningen (1807-1872)       | Feodora van Leiningen (1807-1872)       |  |  |  |  |  |  |  |  |  |  |  |  |  |  |  |  |  |  |  |  |  |  |  |  |  |  |  |  |  |  |  |  |  |  |  |  |  |  |  |  |  |  |  |  |  |  |  |  |
| Wilhelm I van Duitsland (1797-1888) | Wilhelm I van Duitsland (1797-1888) | Wilhelm I van Duitsland (1797-1888) | Wilhelm I van Duitsland (1797-1888) | Wilhelm I van Duitsland (1797-1888)  | Wilhelm I van Duitsland (1797-1888)  | Augusta van Saksen-Weimar-Eisenach (1811-1890) | Augusta van Saksen-Weimar-Eisenach (1811-1890) | Augusta van Saksen-Weimar-Eisenach (1811-1890) | Augusta van Saksen-Weimar-Eisenach (1811-1890) | Augusta van Saksen-Weimar-Eisenach (1811-1890) | Augusta van Saksen-Weimar-Eisenach (1811-1890) |                                        |                                        | Albert van Saksen-Coburg en Gotha (1819-1861) | Albert van Saksen-Coburg en Gotha (1819-1861) | Albert van Saksen-Coburg en Gotha (1819-1861)   | Albert van Saksen-Coburg en Gotha (1819-1861)   | Albert van Saksen-Coburg en Gotha (1819-1861)   | Albert van Saksen-Coburg en Gotha (1819-1861)   | Victoria van het Verenigd Koninkrijk (1819-1901) | Victoria van het Verenigd Koninkrijk (1819-1901) | Victoria van het Verenigd Koninkrijk (1819-1901) | Victoria van het Verenigd Koninkrijk (1819-1901) | Victoria van het Verenigd Koninkrijk (1819-1901) | Victoria van het Verenigd Koninkrijk (1819-1901) |                                        |                                        | Christiaan van Sleeswijk-Holstein-Sonderburg-Augustenburg (1798-1869) | Christiaan van Sleeswijk-Holstein-Sonderburg-Augustenburg (1798-1869) | Christiaan van Sleeswijk-Holstein-Sonderburg-Augustenburg (1798-1869) | Christiaan van Sleeswijk-Holstein-Sonderburg-Augustenburg (1798-1869) | Christiaan van Sleeswijk-Holstein-Sonderburg-Augustenburg (1798-1869) | Christiaan van Sleeswijk-Holstein-Sonderburg-Augustenburg (1798-1869) | Lovisa-Sophie Daneskjold-Samsöe (1796–1867)                         | Lovisa-Sophie Daneskjold-Samsöe (1796–1867)                         | Lovisa-Sophie Daneskjold-Samsöe (1796–1867)                         | Lovisa-Sophie Daneskjold-Samsöe (1796–1867)                         | Lovisa-Sophie Daneskjold-Samsöe (1796–1867)                                 | Lovisa-Sophie Daneskjold-Samsöe (1796–1867)                                 |                                                                             |                                                                             | Ernst Christiaan van Hohenlohe-Langenburg (1794-1860)                       | Ernst Christiaan van Hohenlohe-Langenburg (1794-1860)                       | Ernst Christiaan van Hohenlohe-Langenburg (1794-1860) | Ernst Christiaan van Hohenlohe-Langenburg (1794-1860) | Ernst Christiaan van Hohenlohe-Langenburg (1794-1860) | Ernst Christiaan van Hohenlohe-Langenburg (1794-1860) | Feodora van Leiningen (1807-1872)             | Feodora van Leiningen (1807-1872)             | Feodora van Leiningen (1807-1872)       | Feodora van Leiningen (1807-1872)       | Feodora van Leiningen (1807-1872)       | Feodora van Leiningen (1807-1872)       |  |  |  |  |  |  |  |  |  |  |  |  |  |  |  |  |  |  |  |  |  |  |  |  |  |  |  |  |  |  |  |  |  |  |  |  |  |  |  |  |  |  |  |  |  |  |  |  |
|                                     |                                     |                                     |                                     |                                      |                                      |                                                |                                                |                                                |                                                |                                                |                                                |                                        |                                        |                                               |                                               |                                                 |                                                 |                                                 |                                                 |                                                  |                                                  |                                                  |                                                  |                                                  |                                                  |                                        |                                        |                                                                       |                                                                       |                                                                       |                                                                       |                                                                       |                                                                       |                                                                     |                                                                     |                                                                     |                                                                     |                                                                             |                                                                             |                                                                             |                                                                             |                                                                             |                                                                             |                                                       |                                                       |                                                       |                                                       |                                               |                                               |                                         |                                         |                                         |                                         |  |  |  |  |  |  |  |  |  |  |  |  |  |  |  |  |  |  |  |  |  |  |  |  |  |  |  |  |  |  |  |  |  |  |  |  |  |  |  |  |  |  |  |  |  |  |  |  |
|                                     |                                     |                                     |                                     | Frederik III van Pruisen (1831-1888) | Frederik III van Pruisen (1831-1888) | Frederik III van Pruisen (1831-1888)           | Frederik III van Pruisen (1831-1888)           | Frederik III van Pruisen (1831-1888)           | Frederik III van Pruisen (1831-1888)           |                                                |                                                |                                        |                                        |                                               |                                               | Victoria van Saksen-Coburg en Gotha (1840-1901) | Victoria van Saksen-Coburg en Gotha (1840-1901) | Victoria van Saksen-Coburg en Gotha (1840-1901) | Victoria van Saksen-Coburg en Gotha (1840-1901) | Victoria van Saksen-Coburg en Gotha (1840-1901)  | Victoria van Saksen-Coburg en Gotha (1840-1901)  |                                                  |                                                  |                                                  |                                                  |                                        |                                        |                                                                       |                                                                       |                                                                       |                                                                       | Frederik van Sleeswijk-Holstein-Sonderburg-Augustenburg (1828-1880)   | Frederik van Sleeswijk-Holstein-Sonderburg-Augustenburg (1828-1880)   | Frederik van Sleeswijk-Holstein-Sonderburg-Augustenburg (1828-1880) | Frederik van Sleeswijk-Holstein-Sonderburg-Augustenburg (1828-1880) | Frederik van Sleeswijk-Holstein-Sonderburg-Augustenburg (1828-1880) | Frederik van Sleeswijk-Holstein-Sonderburg-Augustenburg (1828-1880) |                                                                             |                                                                             |                                                                             |                                                                             |                                                                             |                                                                             | Adelheid van Hohenlohe-Langenburg (1835-1900)         | Adelheid van Hohenlohe-Langenburg (1835-1900)         | Adelheid van Hohenlohe-Langenburg (1835-1900)         | Adelheid van Hohenlohe-Langenburg (1835-1900)         | Adelheid van Hohenlohe-Langenburg (1835-1900) | Adelheid van Hohenlohe-Langenburg (1835-1900) |                                         |                                         |                                         |                                         |  |  |  |  |  |  |  |  |  |  |  |  |  |  |  |  |  |  |  |  |  |  |  |  |  |  |  |  |  |  |  |  |  |  |  |  |  |  |  |  |  |  |  |  |  |  |  |  |
|                                     |                                     |                                     |                                     | Frederik III van Pruisen (1831-1888) | Frederik III van Pruisen (1831-1888) | Frederik III van Pruisen (1831-1888)           | Frederik III van Pruisen (1831-1888)           | Frederik III van Pruisen (1831-1888)           | Frederik III van Pruisen (1831-1888)           |                                                |                                                |                                        |                                        |                                               |                                               | Victoria van Saksen-Coburg en Gotha (1840-1901) | Victoria van Saksen-Coburg en Gotha (1840-1901) | Victoria van Saksen-Coburg en Gotha (1840-1901) | Victoria van Saksen-Coburg en Gotha (1840-1901) | Victoria van Saksen-Coburg en Gotha (1840-1901)  | Victoria van Saksen-Coburg en Gotha (1840-1901)  |                                                  |                                                  |                                                  |                                                  |                                        |                                        |                                                                       |                                                                       |                                                                       |                                                                       | Frederik van Sleeswijk-Holstein-Sonderburg-Augustenburg (1828-1880)   | Frederik van Sleeswijk-Holstein-Sonderburg-Augustenburg (1828-1880)   | Frederik van Sleeswijk-Holstein-Sonderburg-Augustenburg (1828-1880) | Frederik van Sleeswijk-Holstein-Sonderburg-Augustenburg (1828-1880) | Frederik van Sleeswijk-Holstein-Sonderburg-Augustenburg (1828-1880) | Frederik van Sleeswijk-Holstein-Sonderburg-Augustenburg (1828-1880) |                                                                             |                                                                             |                                                                             |                                                                             |                                                                             |                                                                             | Adelheid van Hohenlohe-Langenburg (1835-1900)         | Adelheid van Hohenlohe-Langenburg (1835-1900)         | Adelheid van Hohenlohe-Langenburg (1835-1900)         | Adelheid van Hohenlohe-Langenburg (1835-1900)         | Adelheid van Hohenlohe-Langenburg (1835-1900) | Adelheid van Hohenlohe-Langenburg (1835-1900) |                                         |                                         |                                         |                                         |  |  |  |  |  |  |  |  |  |  |  |  |  |  |  |  |  |  |  |  |  |  |  |  |  |  |  |  |  |  |  |  |  |  |  |  |  |  |  |  |  |  |  |  |  |  |  |  |
|                                     |                                     |                                     |                                     |                                      |                                      |                                                |                                                |                                                |                                                | Wilhelm II van Duitsland (1859-1941)           | Wilhelm II van Duitsland (1859-1941)           | Wilhelm II van Duitsland (1859-1941)   | Wilhelm II van Duitsland (1859-1941)   | Wilhelm II van Duitsland (1859-1941)          | Wilhelm II van Duitsland (1859-1941)          |                                                 |                                                 |                                                 |                                                 |                                                  |                                                  |                                                  |                                                  |                                                  |                                                  |                                        |                                        |                                                                       |                                                                       |                                                                       |                                                                       |                                                                       |                                                                       |                                                                     |                                                                     |                                                                     |                                                                     | Augusta Victoria van Sleeswijk-Holstein-Sonderburg-Augustenburg (1858-1921) | Augusta Victoria van Sleeswijk-Holstein-Sonderburg-Augustenburg (1858-1921) | Augusta Victoria van Sleeswijk-Holstein-Sonderburg-Augustenburg (1858-1921) | Augusta Victoria van Sleeswijk-Holstein-Sonderburg-Augustenburg (1858-1921) | Augusta Victoria van Sleeswijk-Holstein-Sonderburg-Augustenburg (1858-1921) | Augusta Victoria van Sleeswijk-Holstein-Sonderburg-Augustenburg (1858-1921) |                                                       |                                                       |                                                       |                                                       |                                               |                                               |                                         |                                         |                                         |                                         |  |  |  |  |  |  |  |  |  |  |  |  |  |  |  |  |  |  |  |  |  |  |  |  |  |  |  |  |  |  |  |  |  |  |  |  |  |  |  |  |  |  |  |  |  |  |  |  |
|                                     |                                     |                                     |                                     |                                      |                                      |                                                |                                                |                                                |                                                | Wilhelm II van Duitsland (1859-1941)           | Wilhelm II van Duitsland (1859-1941)           | Wilhelm II van Duitsland (1859-1941)   | Wilhelm II van Duitsland (1859-1941)   | Wilhelm II van Duitsland (1859-1941)          | Wilhelm II van Duitsland (1859-1941)          |                                                 |                                                 |                                                 |                                                 |                                                  |                                                  |                                                  |                                                  |                                                  |                                                  |                                        |                                        |                                                                       |                                                                       |                                                                       |                                                                       |                                                                       |                                                                       |                                                                     |                                                                     |                                                                     |                                                                     | Augusta Victoria van Sleeswijk-Holstein-Sonderburg-Augustenburg (1858-1921) | Augusta Victoria van Sleeswijk-Holstein-Sonderburg-Augustenburg (1858-1921) | Augusta Victoria van Sleeswijk-Holstein-Sonderburg-Augustenburg (1858-1921) | Augusta Victoria van Sleeswijk-Holstein-Sonderburg-Augustenburg (1858-1921) | Augusta Victoria van Sleeswijk-Holstein-Sonderburg-Augustenburg (1858-1921) | Augusta Victoria van Sleeswijk-Holstein-Sonderburg-Augustenburg (1858-1921) |                                                       |                                                       |                                                       |                                                       |                                               |                                               |                                         |                                         |                                         |                                         |  |  |  |  |  |  |  |  |  |  |  |  |  |  |  |  |  |  |  |  |  |  |  |  |  |  |  |  |  |  |  |  |  |  |  |  |  |  |  |  |  |  |  |  |  |  |  |  |
|                                     |                                     |                                     |                                     |                                      |                                      |                                                |                                                |                                                |                                                |                                                |                                                |                                        |                                        |                                               |                                               |                                                 |                                                 |                                                 |                                                 |                                                  |                                                  |                                                  |                                                  |                                                  |                                                  |                                        |                                        |                                                                       |                                                                       |                                                                       |                                                                       |                                                                       |                                                                       |                                                                     |                                                                     |                                                                     |                                                                     |                                                                             |                                                                             |                                                                             |                                                                             |                                                                             |                                                                             |                                                       |                                                       |                                                       |                                                       |                                               |                                               |                                         |                                         |                                         |                                         |  |  |  |  |  |  |  |  |  |  |  |  |  |  |  |  |  |  |  |  |  |  |  |  |  |  |  |  |  |  |  |  |  |  |  |  |  |  |  |  |  |  |  |  |  |  |  |  |
|                                     |                                     |                                     |                                     |                                      |                                      |                                                |                                                |                                                |                                                |                                                |                                                |                                        |                                        |                                               |                                               |                                                 |                                                 |                                                 |                                                 |                                                  |                                                  |                                                  |                                                  |                                                  |                                                  |                                        |                                        |                                                                       |                                                                       |                                                                       |                                                                       |                                                                       |                                                                       |                                                                     |                                                                     |                                                                     |                                                                     |                                                                             |                                                                             |                                                                             |                                                                             |                                                                             |                                                                             |                                                       |                                                       |                                                       |                                                       |                                               |                                               |                                         |                                         |                                         |                                         |  |  |  |  |  |  |  |  |  |  |  |  |  |  |  |  |  |  |  |  |  |  |  |  |  |  |  |  |  |  |  |  |  |  |  |  |  |  |  |  |  |  |  |  |  |  |  |  |
| Wilhelm van Pruisen (1882-1951)     | Wilhelm van Pruisen (1882-1951)     | Wilhelm van Pruisen (1882-1951)     | Wilhelm van Pruisen (1882-1951)     | Wilhelm van Pruisen (1882-1951)      | Wilhelm van Pruisen (1882-1951)      |                                                |                                                | Eitel Frederik van Pruisen (1883-1942)         | Eitel Frederik van Pruisen (1883-1942)         | Eitel Frederik van Pruisen (1883-1942)         | Eitel Frederik van Pruisen (1883-1942)         | Eitel Frederik van Pruisen (1883-1942) | Eitel Frederik van Pruisen (1883-1942) |                                               |                                               | Adalbert van Pruisen (1884-1948)                | Adalbert van Pruisen (1884-1948)                | Adalbert van Pruisen (1884-1948)                | Adalbert van Pruisen (1884-1948)                | Adalbert van Pruisen (1884-1948)                 | Adalbert van Pruisen (1884-1948)                 |                                                  |                                                  | August Wilhelm van Pruisen (1887-1949)           | August Wilhelm van Pruisen (1887-1949)           | August Wilhelm van Pruisen (1887-1949) | August Wilhelm van Pruisen (1887-1949) | August Wilhelm van Pruisen (1887-1949)                                | August Wilhelm van Pruisen (1887-1949)                                |                                                                       |                                                                       | Oscar van Pruisen (1888-1958)                                         | Oscar van Pruisen (1888-1958)                                         | Oscar van Pruisen (1888-1958)                                       | Oscar van Pruisen (1888-1958)                                       | Oscar van Pruisen (1888-1958)                                       | Oscar van Pruisen (1888-1958)                                       |                                                                             |                                                                             | Joachim van Pruisen (1890-1920)                                             | Joachim van Pruisen (1890-1920)                                             | Joachim van Pruisen (1890-1920)                                             | Joachim van Pruisen (1890-1920)                                             | Joachim van Pruisen (1890-1920)                       | Joachim van Pruisen (1890-1920)                       |                                                       |                                                       | Victoria Louise van Pruisen (1892-1980)       | Victoria Louise van Pruisen (1892-1980)       | Victoria Louise van Pruisen (1892-1980) | Victoria Louise van Pruisen (1892-1980) | Victoria Louise van Pruisen (1892-1980) | Victoria Louise van Pruisen (1892-1980) |  |  |  |  |  |  |  |  |  |  |  |  |  |  |  |  |  |  |  |  |  |  |  |  |  |  |  |  |  |  |  |  |  |  |  |  |  |  |  |  |  |  |  |  |  |  |  |  |